# Équipe de Nouvelle-Zélande féminine de rugby à sept
L'équipe de Nouvelle-Zélande féminine de rugby à sept  est l'équipe qui représente la Nouvelle-Zélande dans les principales compétitions internationales féminines de rugby à sept, notamment la série mondiale, la Coupe du monde et les Jeux olympiques d'été.

## Histoire
Alors que s'ouvre la première édition de la série mondiale pendant la saison 2012-2013 (en), la sélection néo-zélandaise prend part à la compétition en tant qu'équipe permanente,,.

## Palmarès
Jeux olympiques d'été (première édition en 2016)
- 2016 (Brésil) : deuxième
- 2020 (Japon) : championne
- 2024 (France) : championne

Coupe du monde (première édition en 2009)
- 2009 (Émirats arabes unis) : finaliste
- 2013 (Russie) : vainqueur
- 2018 (États-Unis) : vainqueur

Série mondiale (première édition en 2012-2013)

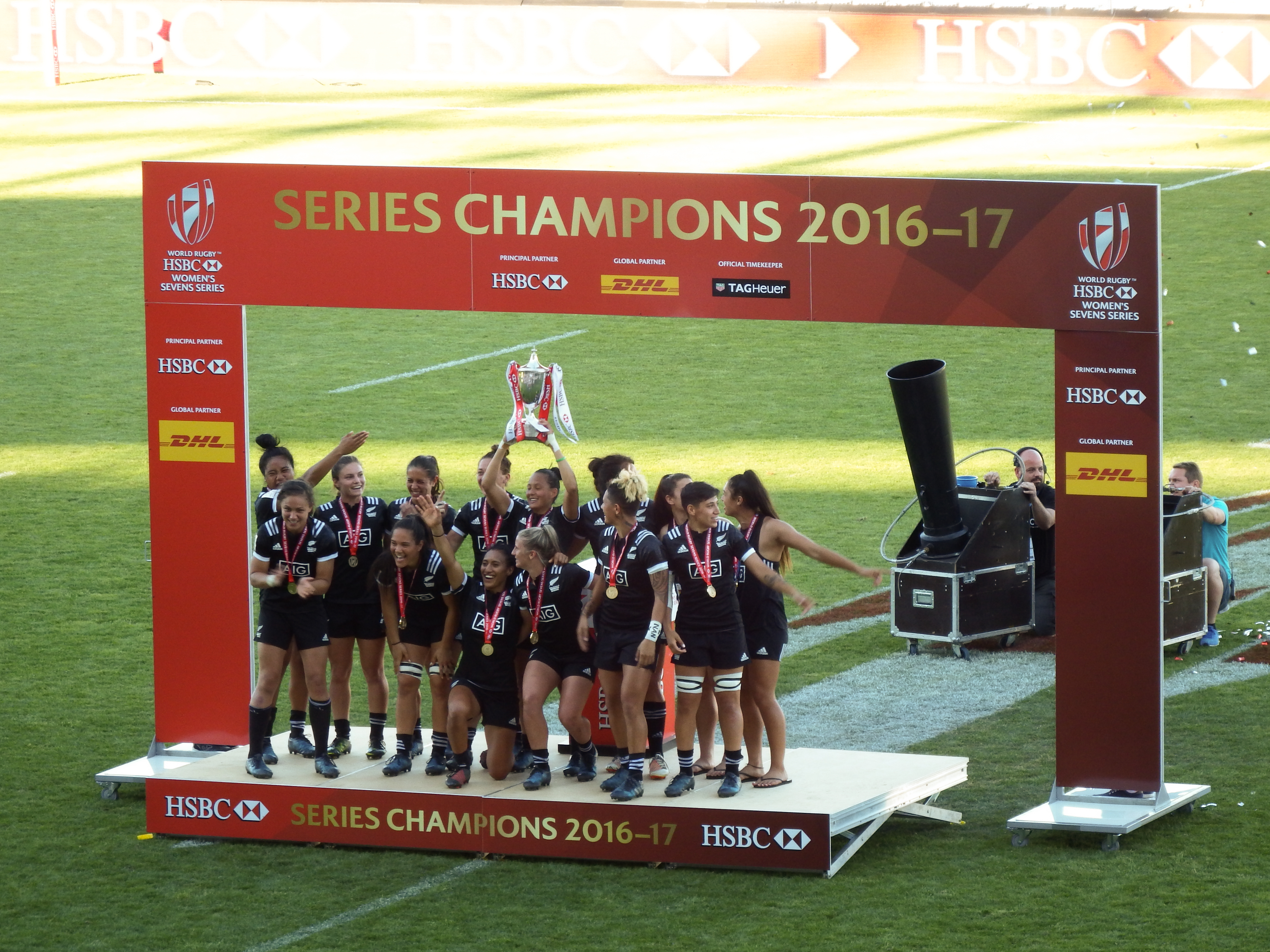
La Nouvelle-Zélande remporte à plusieurs reprises la série mondiale, ici à l'issue de la saison 2016-2017.

- 2012-2013, classement final 1re, 3 étapes gagnées
- 2013-2014, classement final 1re, 3 étapes gagnées
- 2014-2015, classement final 1re, 4 étapes gagnées
- 2015-2016, classement final 2e, pas de victoire
- 2016-2017, classement final 1re, 5 étapes gagnées
- 2017-2018, classement final 2e, 3 étapes gagnées
- 2018-2019, classement temporaire (après 4 étapes) 1re, 3 étapes gagnées

## Joueuses emblématiques
- Kelly Brazier
- Sarah Hirini
- Carla Hohepa
- Huriana Manuel
- Kayla McAlister
- Tyla Nathan-Wong
- Ruby Tui
- Niall Williams
- Portia Woodman